# Красимир Манолов
Красимир Манолов е бивш български футболист, нападател, а впоследствие треньор по футбол.
Състезателната му кариера се развива през 70-те и 80-те години на ХХ век. Има 207 мача с 67 гола в А група за Локомотив (Пловдив), Академик (София), Ботев (Пловдив) и Шумен, както и 112 мача с 53 гола в Б група за Шумен и Спартак (Пловдив). През 1974 г. Манолов става европейски шампион с юношеския национален отбор на България до 18 г. на първенството в Швеция, като именно той бележи победния гол във финала срещу Югославия. По-късно записва 7 мача с 1 гол за националния отбор на България.
Като треньор Манолов е водил редица отбори от България и Малта. Най-големи успехи постига в периода 1998 – 2001 начело на малтийския Валета. През сезон 2000/01 с клуба постига рекорд, като печели всички местни трофеи, които са общо 6 на брой.

## Кариера като футболист

### Клубни отбори
Манолов е юноша на Локомотив (Пловдив). Дебютира за първия отбор на 18-годишна възраст през 1974 г. Остава два сезона в отбора, в които изиграва 25 мача и бележи 6 гола в А група.
През 1976 г. преминава в Академик (София), където се утвърждава като основен футболист в състава на „студентите“. На 20 октомври 1976 г. бележи един от головете за историческата победа с 4:3 срещу Милан в мач от Купата на УЕФА. За две години изиграва 42 мача в елитното първенство, в които бележи 16 попадения.
През 1978 г. преминава в Ботев (Пловдив), където старши треньор тогава е чичо му Иван Манолов. Остава при „канарчетата“ общо 5 години. Изиграва 112 мача и бележи 32 гола в А група. Печели националната купа през сезон 1980/81. С Ботев записва 3 мача в евротурнирите, като взема участие и в двете срещи с Барселона за КНК през 1981/82.
През лятото на 1983 г. Манолов преминава в Шумен. През сезон 1983/84 изиграва 28 мача за шуменци в А група, в които се разписва 13 пъти, но отборът изпада от елитното първенство. Остава в Шумен още година и половина в Б група.
По средата на сезон 1985/86 Манолов се завръща в родния си град и облича екипа на Спартак (Пловдив). До края на кампанията в Б група изиграва 15 мача и вкарва 8 гола. През следващия сезон 1986/87 бележи 15 попадения в 33 срещи.
На 30-годишна възраст излиза в чужбина като преминава в кипърския Алки Ларнака. След това отива в Малта, където последователно носи екипите на Валета, Балзан и Марса, преди да сложи край на кариерата си през 1993 г.

### Национален отбор
Манолов записва 37 мача с 13 гола за юношеския национален отбор до 18 г. С тази селекция през 1974 г. става европейски шампион. Впоследствие изиграва 6 мача и вкарва 1 гол за младежкия национален отбор.
През 1978 г., като футболист на Ботев (Пловдив), дебютира за мъжкия национален отбор.
Записва общо 7 мача с 1 гол за България.

## Кариера като треньор
Бил е треньор на Рубела (Рудозем), Локомотив (Пловдив), Левски (Карлово), Шайра Торнадос (Малта), Валета (Малта), Ботев, Банско, Ком-Миньор (Берковица), Марица и Раковски. Бивш изпълнителен директор на Ботев (Пловдив) в периода 2001-02 г.

## Успехи

### Като футболист
Ботев (Пловдив)
- Национална купа:
  -  Носител: 1980/81

Валета
- Малтийска Премиер лига:
  -  Шампион: 1989/90

### Като треньор
Валета
- Малтийска Премиер лига:
  -  Шампион (2): 1998/99, 2000/01
- Купа на Малта:
  -  Носител (2): 1998/99, 2000/01
- Суперкупа на Малта:
  -  Носител (2): 1998/99, 2000/01

Верея
- Купа на Аматьорската футболна лига:
  -  Носител: 2013/14